# キャリントン (映画)
『キャリントン』（Carrington）は、1995年に制作されたイギリス・フランス合作映画。クリストファー・ハンプトン監督・脚本。画家のドーラ・キャリントンの伝記映画であるが、特にブルームズベリー・グループの一員であったリットン・ストレイチーとの関係を中心に描いている。
同年の第48回カンヌ国際映画祭において審査員特別賞、男優賞を受賞した。

## ストーリー
ある日ドーラ・キャリントンは、作家のリットン・ストレイチーを紹介される。彼は同性愛者であったが、お互いに惹かれるものがあり、やがて一緒に暮らし始める。しかし深い愛はあったが、ドーラの肉体を満足させることはなかった…。

## キャスト
※括弧内は日本語吹替
- ドーラ・キャリントン - エマ・トンプソン（山像かおり）
- リットン・ストレイチー - ジョナサン・プライス（池田勝）
- ジェラルド・ブレナン - サミュエル・ウェスト（古澤徹）
- マーク・ガートラー - ルーファス・シーウェル（平田広明）
- ラルフ・パートリッジ - スティーヴン・ウォディントン（原康義）
- レディ・オットリーン・モレル - ペネロープ・ウィルトン（沢田敏子）
- ビーカス・ペンローズ - ジェレミー・ノーサム
- ヴァネッサ・ベル - ジャネット・マクティア
- クライヴ・ベル - リチャード・クリフォード
- フランシス・パートリッジ - アレックス・キングストン

## 原作（訳書）
- マイケル・ホルロイド『キャリントン』中井京子訳（新潮文庫、1996年）、原書は夫ストレイチーの伝記後半部